# Koninklijk Nederlands Instituut Rome

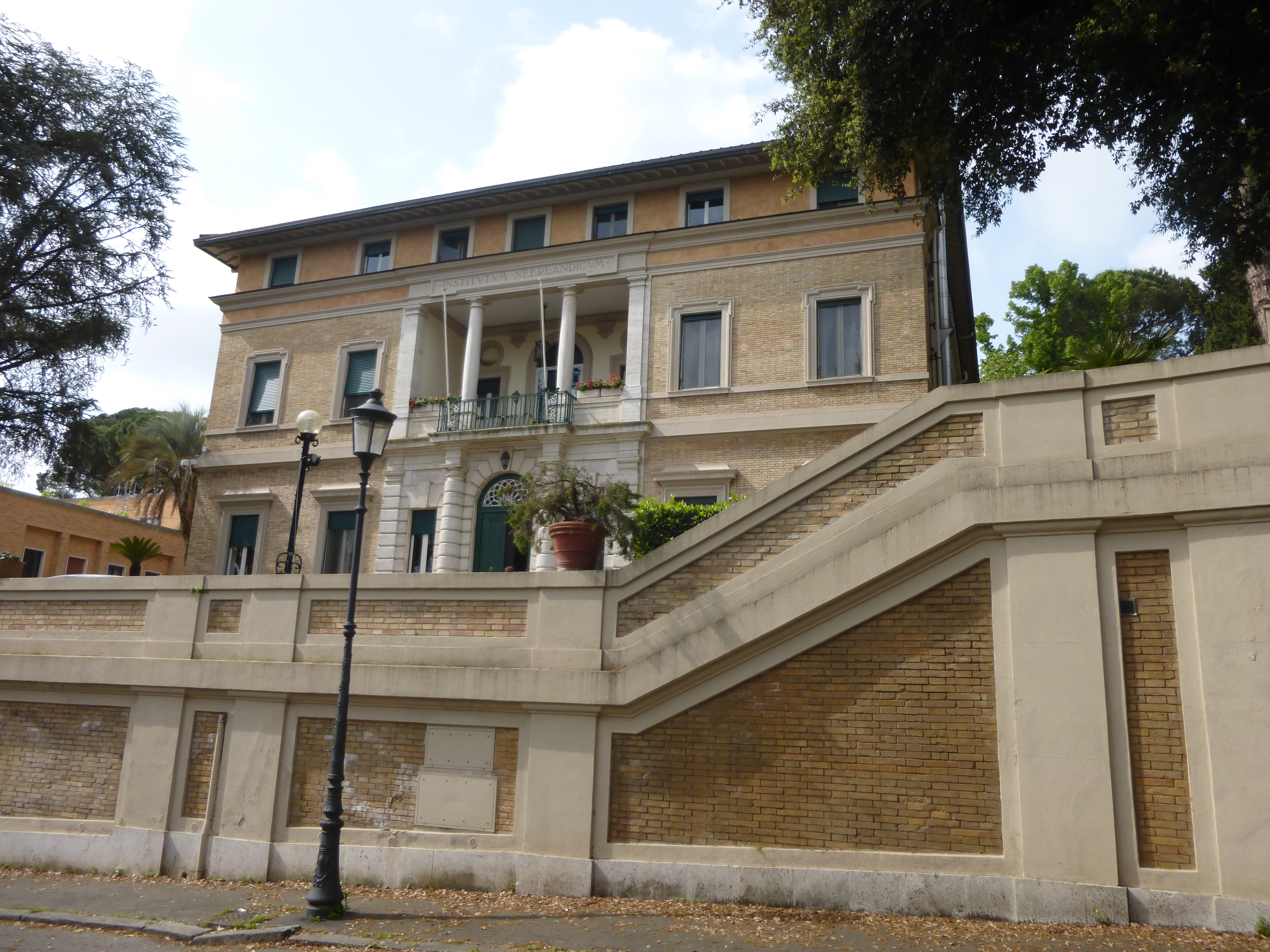
Sitz des Koninklijk Nederlands Instituut Rome

Das Koninklijk Nederlands Instituut Rome, bis 2004 Nederlands Instituut te Rome, (italienisch Reale Istituto Neerlandese di Roma) ist eine niederländische Forschungseinrichtung mit Sitz in Rom.
Das Nederlands Instituut te Rome wurde 1904 gegründet. Es diente anfangs vor allem als Anlaufstelle für Forscher, die sich seit der Öffnung der geheimen Archive des Vatikans im Jahr 1880 und dem nun zugänglichen Quellenmaterial einem dringenden Desiderat der niederländischen Geschichtsforschung zuwandten. Damit war das Institut die älteste Auslandseinrichtung der Niederlande.
Im Jahr 1933 bezog das Institut einen Neubau in der Via Omero 10/12, den die Architekten Gino Cipriani, der später auch am Bau des Sitzes für die Academia Belgica beteiligt war, und Jan Stuyt entworfen und ausgeführt hatten. Die Einweihung des Gebäudes fand in Anwesenheit Benito Mussolinis statt. Bis 1991 war eine der Hauptaufgaben der Einrichtung, die kulturellen und wissenschaftlichen Beziehungen zwischen Italien und den Niederlanden zu fördern und zu stärken. Im Jahr 1991 wurde die Zuständigkeit für Ausrichtung und Tätigkeit des Instituts einem Gremium übergeben, das sich aus Vertretern der niederländischen Universitäten zusammensetzt. Die Reichsuniversität Groningen nimmt hierbei eine besondere Rolle ein und trägt die Verantwortung für die Arbeit des Instituts. Seither hat sich der Fokus der Institutsarbeit zu einer stärker wissenschaftlichen Ausrichtung verschoben. Zum 100. Jahrestag der Gründung wurde dem Institut im Jahr 2004 von Königin Beatrix das Prädikat Koninklijk („Königlich“) verliehen.
Geleitet wird das Nederlands Instituut te Rome von einem jeweils für fünf Jahre bestellten Direktor. Drei jeweils für drei Jahre bestimmte wissenschaftliche Mitarbeiter unterstützen die Arbeit des Instituts hinsichtlich Forschung und Lehre in den Bereichen Archäologie, Kunstgeschichte und Geschichte. Die Institutsbibliothek umfasst rund 60.000 Bände, die vor allem den genannten drei Bereichen zuzuordnen sind. Ab 1921 gab das Institut die Zeitschrift Mededelingen van het Nederlands Historisch Instituut te Rome heraus. Zwischen 2007 und 2013 lautete der Titel der Zeitschrift Journal of the Royal Netherlands Institute in Rome, seitdem Papers of the Royal Netherlands Institute in Rome. Die Jahrgänge von 1921 bis 2002 sind in digitalisierter Form online verfügbar.
Das Institut betreut jedes Jahr drei Fellows, die am Institut forschen können. Zusätzlich wird jedes Jahr einem Künstler, der sich in seinem Schaffen mit der Wechselwirkung von Kunst und Wissenschaft befasst, ein dreimonatiges Stipendium als Artist in Residence vergeben.